# Бражник дубовий
Бражник дубовий (Marumba quercus) — вид комах з родини Бражникові (Sphingidae).

## Поширення
Південна, частково Центральна та південно-східна Європа, Кавказ та Закавказзя, Мала та західна Азія, західний Казахстан, Туркменістан.
В Україні зустрічається у степовій та лісостеповій зонах. Чисельність незначна. У деякі роки місцями нерідкісний вид, але загалом трапляються лише поодинокі особини.

## Морфологічні ознаки
Розмах крил — 82–115 мм. Статевий диморфізм не досить виразний. Великий метелик з характерною зовнішністю: вузькі видовжені крила з хвилястим зовнішнім краєм. Забарвлення мінливе, захисне. Передні крила жовтувато-світло-коричневі з кількома поперечними лініями. Задні — червонувато-бурі зі світлішим зовнішнім краєм та світло-жовтими плямами в задньому куті крила. 
Самиці відкладають близько 100 яєць. Овальні яйця 3,5 х 3 міліметрів, блідо-зеленого кольору. Гусениці блакитно-зелені, мають довжину від 65 до 80 міліметрів. 

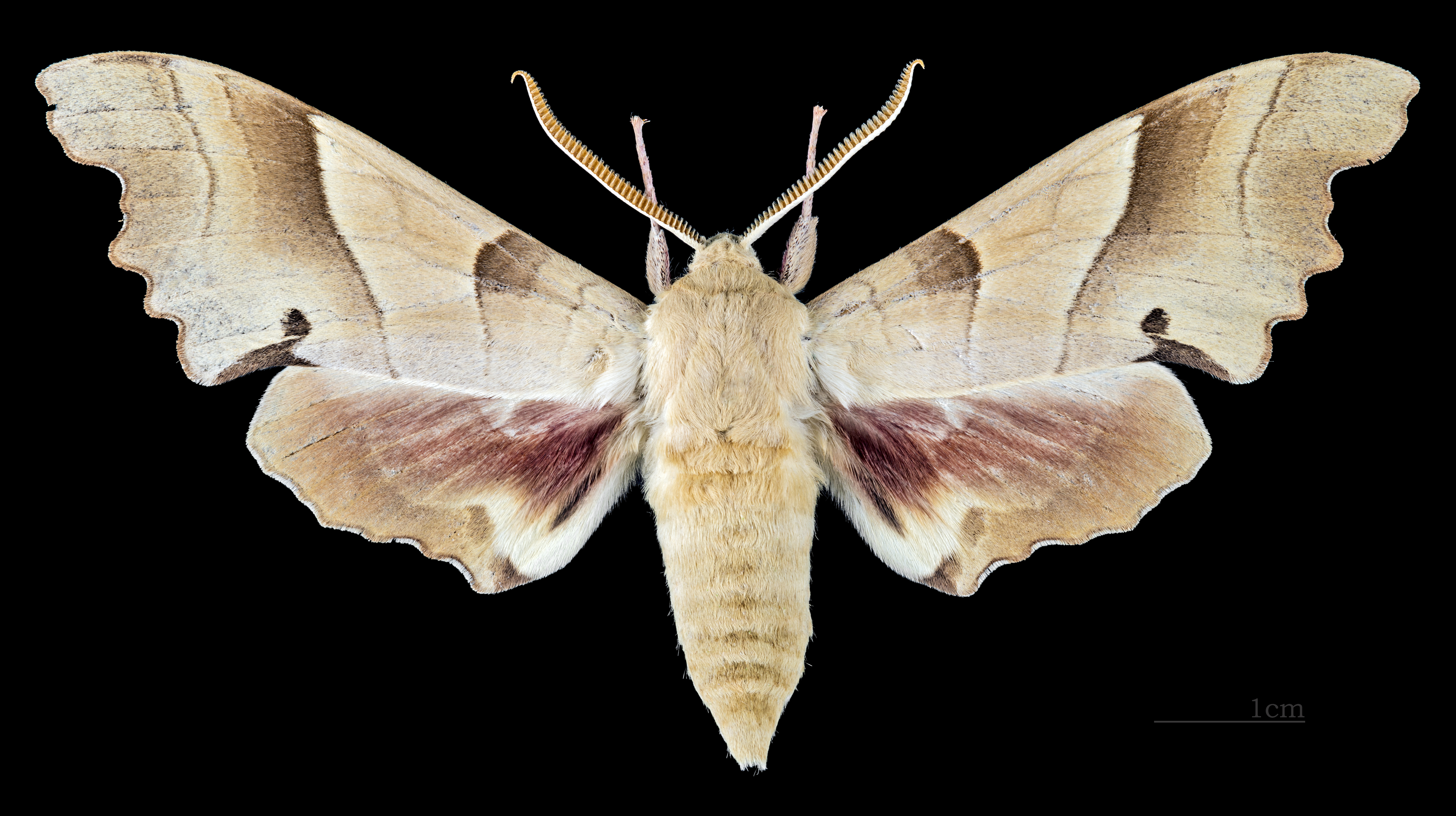
♂
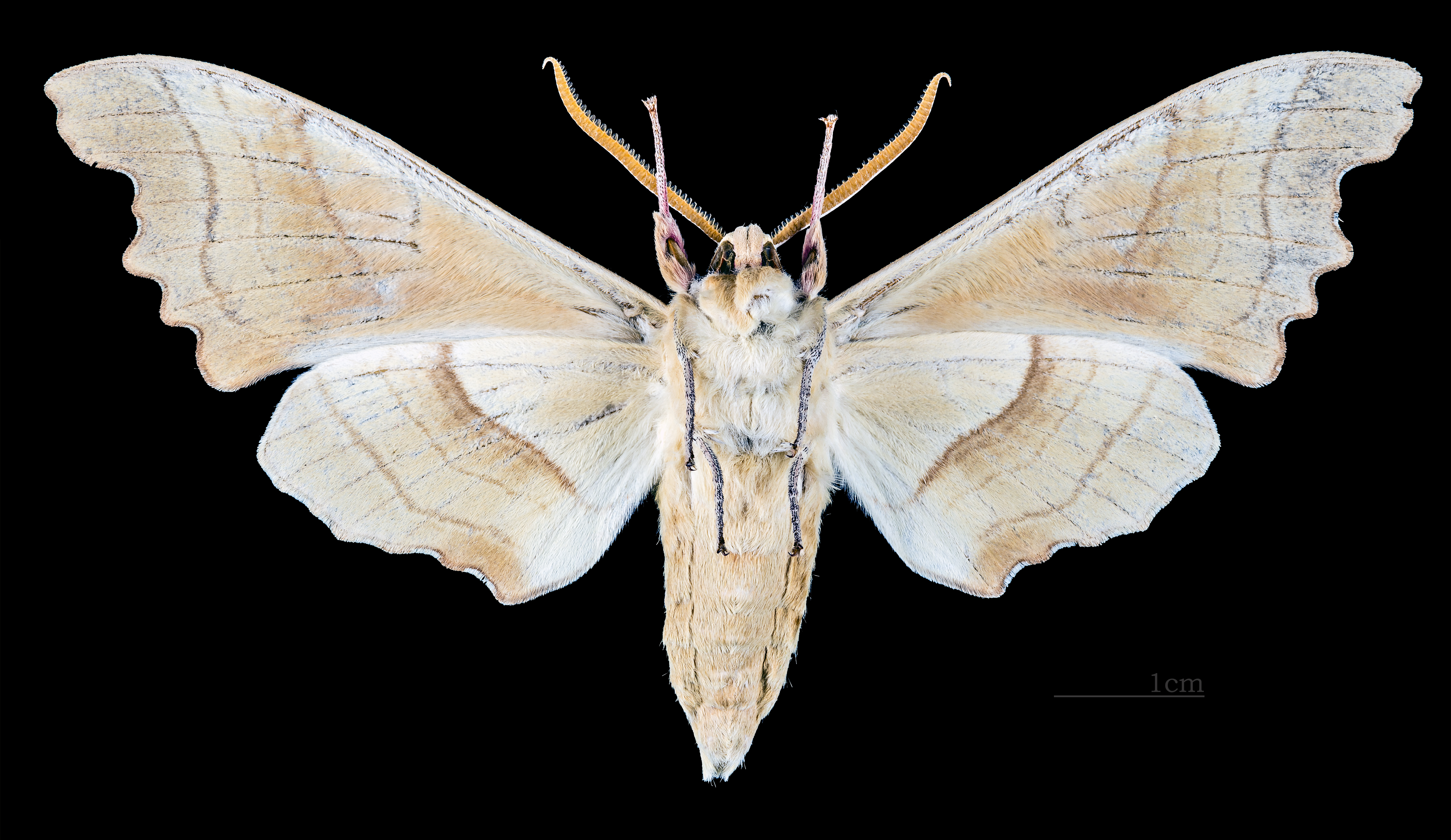
♂ △
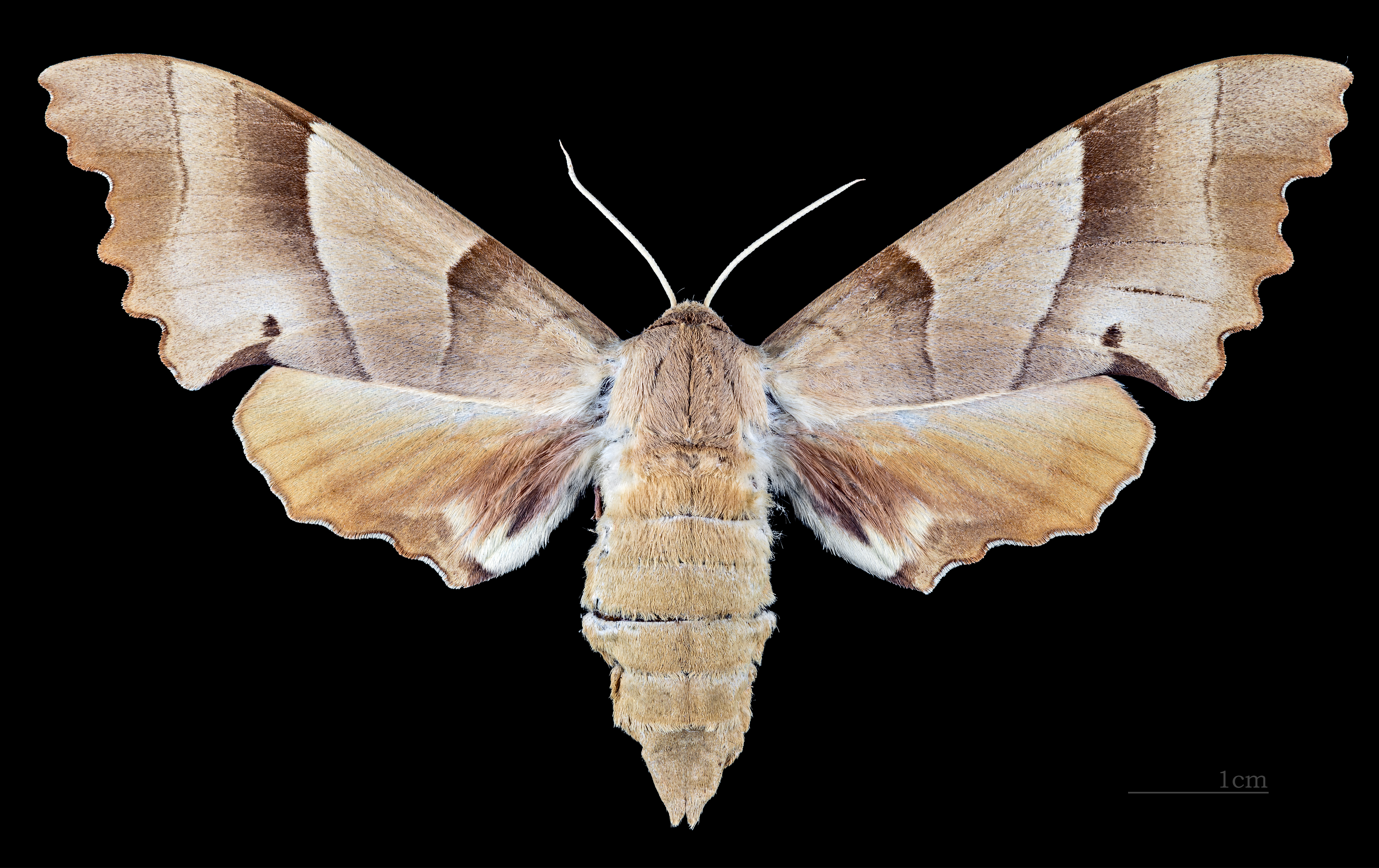
♀
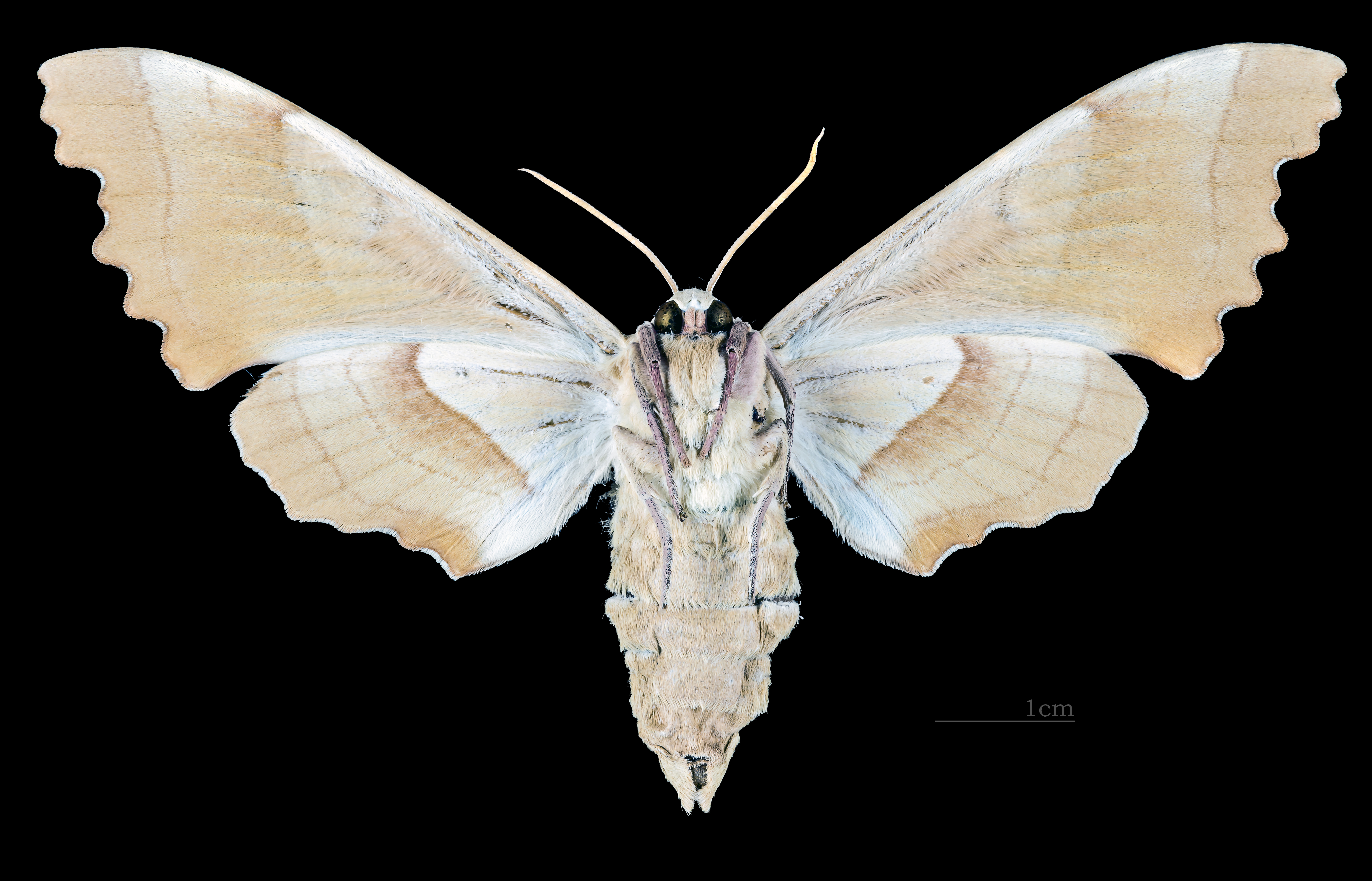
♀ △
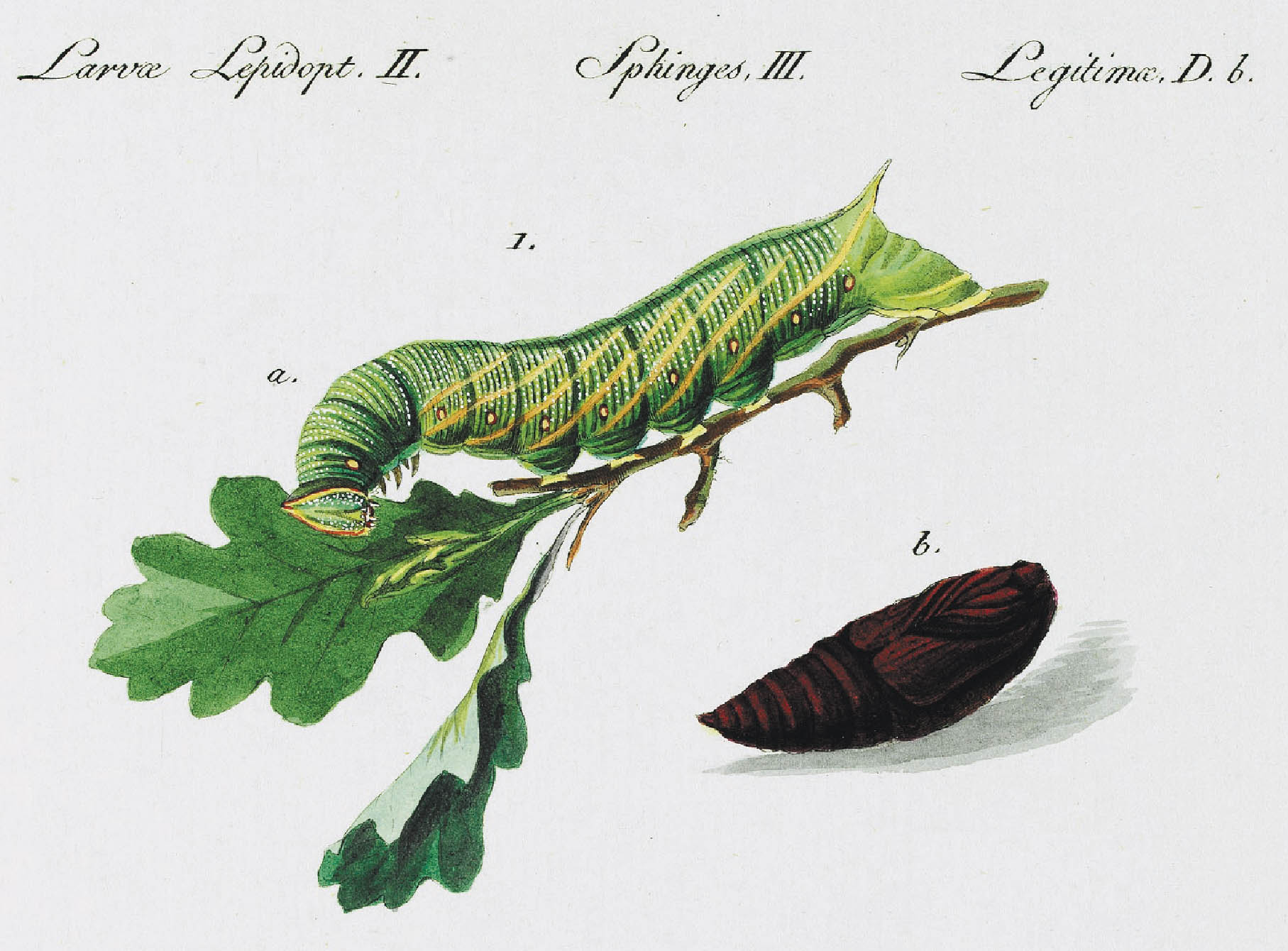
Ілюстрація гусениці та лялечки
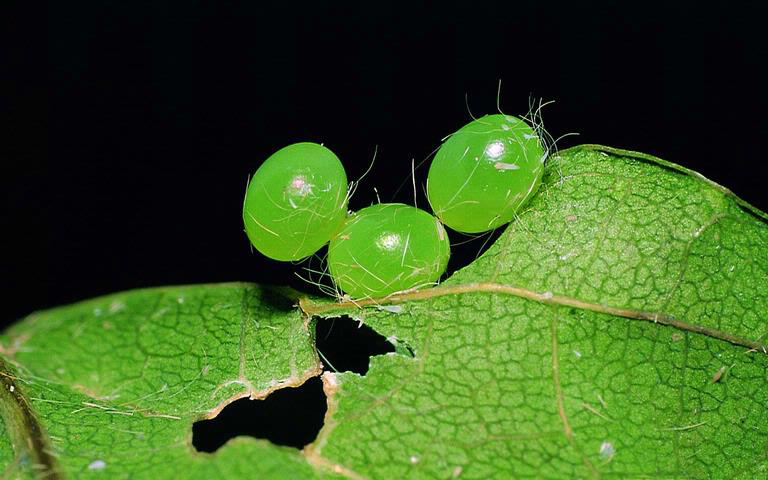
Яйця

## Особливості біології
Мешкає у мішаних лісах, дібровах, рідколіссях, іноді — у лісосмугах та парках. Протягом року розвивається 1 генерація. Літ імаго триває з травня до липня, метелики активні у сутінках та вночі, не живляться. Гусінь розвивається з липня до вересня на дубах, переважно молодих. Лялечки зимують у ґрунті.

## Загрози та охорона
Найімовірніші загрози: знищення природних біотопів, застосування пестицидів у лісах. Як компонент біоценозу пасивно охороняється у заповідниках півдня України.